# Sophia Young
Sophia Yvonne Ashley Young, po mężu Malcolm (ur. 15 grudnia 1983) – amerykańska koszykarka grająca na pozycji niskiej skrzydłowej.
Została jedną z czterech zawodniczek w historii NCAA, które zdobyły w trakcie swojej akademickiej kariery co najmniej 2000 punktów, 1000 zbiórek, 300 przechwytów oraz asyst.

## Osiągnięcia
Stan na 28 września 2016, o ile nie zaznaczono inaczej.

### NCAA
- Mistrzyni:
  - NCAA (2005)
  - sezonu regularnego konferencji Big 12 (2005)
  - turnieju konferencji Big 12 (2005)
- Wicemistrzyni turnieju WNIT (2003)
- Uczestniczka rozgrywek Sweet Sixteen turnieju NCAA (2004–2006)
- Most Outstanding Player (MOP=MVP) turnieju:
  - NCAA (2005)
  - Tempe Regional (2005)
- Zawodniczka Roku Konferencji Big 12 (2006)
- MVP turnieju:
  - konferencji Big 12 (2005)
  - San Juan Shootout (2004)
- Zaliczona do:
  - I składu:
  - All-American (2005, 2006 przez AP, WBCA, Kodak, USBWA)
    - konferencji Big 12 (2004–2006)
    - turnieju:
      - konferencji Big 12 (2004–2006)
      - Albuquerque Regional (2006)
      - Rice Invitational (2004)
      - GranTree Classic (2003)
      - Women's Sports Foundation Tournament (2003)
      - WNIT (2003)

    - defensywnego konferencji Big 12 (2006)

  - II składu:
    - All-American (2005 przez AP)
    - Freshman All-American (2003 przez WomensCollegeHoops.com)

  - składu:
    - Big 12 10th Anniversary Team – 5-osobowego składu najlepszych zawodniczek w historii konferencji Big 12, przy okazji obchodów 10-lecia jej istnienia. Została wybrana jako jedyna aktywna wówczas zawodniczka[1].
    - Honorable Mention Big 12 (2003)
- Liderka Big 12 w zbiórkach (2003)

### WNBA
- Wicemistrzyni WNBA (2008)
- Uczestniczka:
  - meczu gwiazd (2006–2009)
  - spotkania The Stars at the Sun między kadrą USA, a gwiazdami WNBA (2010)
- Zaliczona do:
  - I składu:
    - WNBA (2008)
    - debiutantek WNBA (2006)
    - defensywnego WNBA (2008)

  - II składu:
    - WNBA (2007, 2009, 2012)
    - defensywnego WNBA (2012)
- Zwyciężczyni konkursu Skills Challenge WNBA (2009)

### Drużynowe
- Mistrzyni:
  - Eurocup (2009)
  - Czech (2007)
- Wicemistrzyni:
  - Superpucharu Europy FIBA (2009)
  - Turcji (2010)
  - Włoch (2011)
- Brąz Eurocup (2008)
- Zdobywczyni
  - pucharu:
    - Czech (2007)
    - Turcji (2008, 2010)
    - Prezydenta Turcji (2008)

  - Superpucharu Włoch (2010)
- Finalistka pucharu:
  - Turcji (2009)
  - Prezydenta Turcji (2010)

Indywidualne
- Zagraniczna MVP ligi tureckiej (2008 według eurobasket.com)[6]
- Uczestniczka meczu gwiazd Euroligi (2010)
- Zaliczona do (przez eurobasket.com):
  - I składu:
    - chińskiej ligi WCBA (2013 przez asia-basket.com)[7]
    - ligi włoskiej (2011)[8]
    - defensywnego ligi tureckiej (2008)[6]
    - zagranicznych zawodnczek:
      - WBCA (2013 przez asia-basket.com)[7]
      - ligi:
        - tureckiej (2008)[6]
        - włoskiej (2011)[8]

  - II składu ligi tureckiej (2008)[6]
  - Honorable Mention ligi tureckiej (2010)[9]
- Liderka ligi czeskiej w skuteczności rzutów z gry (2007)[10]